# Iowa Highway 2
Der Iowa Highway 2 ist ein Highway im US-Bundesstaat Iowa, der von Ost nach West verläuft.
Der Highway beginnt am Nebraska Highway 2 in Nebraska City und endet an der Illinois State Route 9 in Fort Madison.